# Puigverd de Lleida
Puigverd de Lleida – gmina w Hiszpanii, w prowincji Lleida, w Katalonii, o powierzchni 12,41 km². W 2011 roku gmina liczyła 1442 mieszkańców.